# Veteran (Wyoming)
Veteran es un lugar designado por el censo ubicado en el condado de Goshen en el estado estadounidense de Wyoming. En el año 2010 tenía una población de 23 habitantes y una densidad poblacional de 6.57 personas por km².

## Geografía
Veteran se encuentra ubicado en las coordenadas 41°57′45.3″N 104°23′9.6″O / 41.962583, -104.386000. Según la Oficina del Censo, la localidad tiene un área total de 3,5 km² (1,4 mi²), de la cual 3,5 km² (1,4 mi²) es tierra y 0 km² (0 mi²) (0.0%) es agua.

### Localidades adyacentes
El siguiente diagrama muestra a las localidades en un radio de 40 kilómetros (24,9 mi) de Veteran.